# 尤哈尼·瓦尔斯滕
尤哈尼·瓦尔斯滕（瑞典語：Juhani Wahlsten，1938年1月13日—2019年6月9日），芬兰男子冰球运动员。他曾代表芬兰参加1960年、1964年和1968年冬季奥林匹克运动会冰球比赛，最好名次为1968年冬季奥运会的第五名。